# Karolina Kumięga
Karolina Kumięga (Bydgoszcz, 16 april 1999) is een Pools wielrenster die op de baan en weg rijdt. In 2023 en 2024 reed ze voor UAE Team ADQ; in 2022 reed ze voor het Italiaanse Valcar-Travel & Service. Sinds 2025 rijdt ze op de weg op amateurniveau.

## Palmares

### Baanwielrennen
| Jaar        | PK             | EK                                      | WK                       | Overige     |
| Als belofte | Als belofte    | Als belofte                             | Als belofte              | Als belofte |
| ----------- | -------------- | --------------------------------------- | ------------------------ | ----------- |
| 2020        |                | ploegenachtervolging · 5e achtervolging |                          |             |
| Als elite   |                |                                         |                          |             |
| 2017        | 4e koppelkoers |                                         |                          |             |
| 2018        |                |                                         |                          |             |
| 2019        | 10e scratch    |                                         |                          |             |
| 2020        | achtervolging  |                                         |                          |             |
| 2021        |                | 7e ploegenachtervolging                 |                          |             |
| 2022        |                |                                         | 11e ploegenachtervolging |             |
| 2023        |                |                                         | 10e ploegenachtervolging |             |
| 2024        |                |                                         |                          |             |
| 2025        |                | 6e ploegenachtervolging                 |                          |             |

### Wegwielrennen
2020
 Pools kampioenschap tijdrijden, elite
2021
2e etappe Princess Anna Vasa Tour
Jongerenklassement Ronde van Toscane
2022
2e etappe Ronde van Toscane
2025
Ronde van Estland

#### Resultaten in voornaamste wedstrijden
| Jaar | Ronde van Italië | Ronde van Frankrijk | Ronde van Spanje |
| ---- | ---------------- | ------------------- | ---------------- |
| 2020 |                  |                     |                  |
| 2021 |                  |                     |                  |
| 2022 | 54e              |                     | 75e              |
| 2023 | 62e              |                     | 100e             |
| 2024 |                  | 80e                 |                  |

| Jaar | Parijs-Roubaix |  | WK op de weg |
| ---- | -------------- |  | ------------ |
| 2020 |                |  | 85e          |
| 2021 |                |  | 51e          |
| 2022 | 55e            |  | opgave       |
| 2023 | 59e            |  | 41e          |
| 2024 | opgave         |  |              |

## Ploegen
- 2022 —  Valcar-Travel & Service
- 2023 —  UAE Team ADQ
- 2024 —  UAE Team ADQ

al Sayegh · Amialiusik · Baril · Bastianelli (tot 10/7) · Bertizzolo · Bujak · Consonni · Gasparrini · Harvey · Holden · Ivanchenko · Kumięga · Magnaldi · Persico · Tomasi · Trevisi
al Sayegh · Amialiusik · Bertizzolo · Bujak · Carbonari · Consonni · Gasparrini · Gillespie (vanaf 9/6) · Harvey · Holden · Ivanchenko · Kumięga · Magnaldi · Neumanová · Persico · Swinkels · Włodarczyk